# 舊艾瑟爾河
52°0′45″N 6°7′40″E / 52.01250°N 6.12778°E

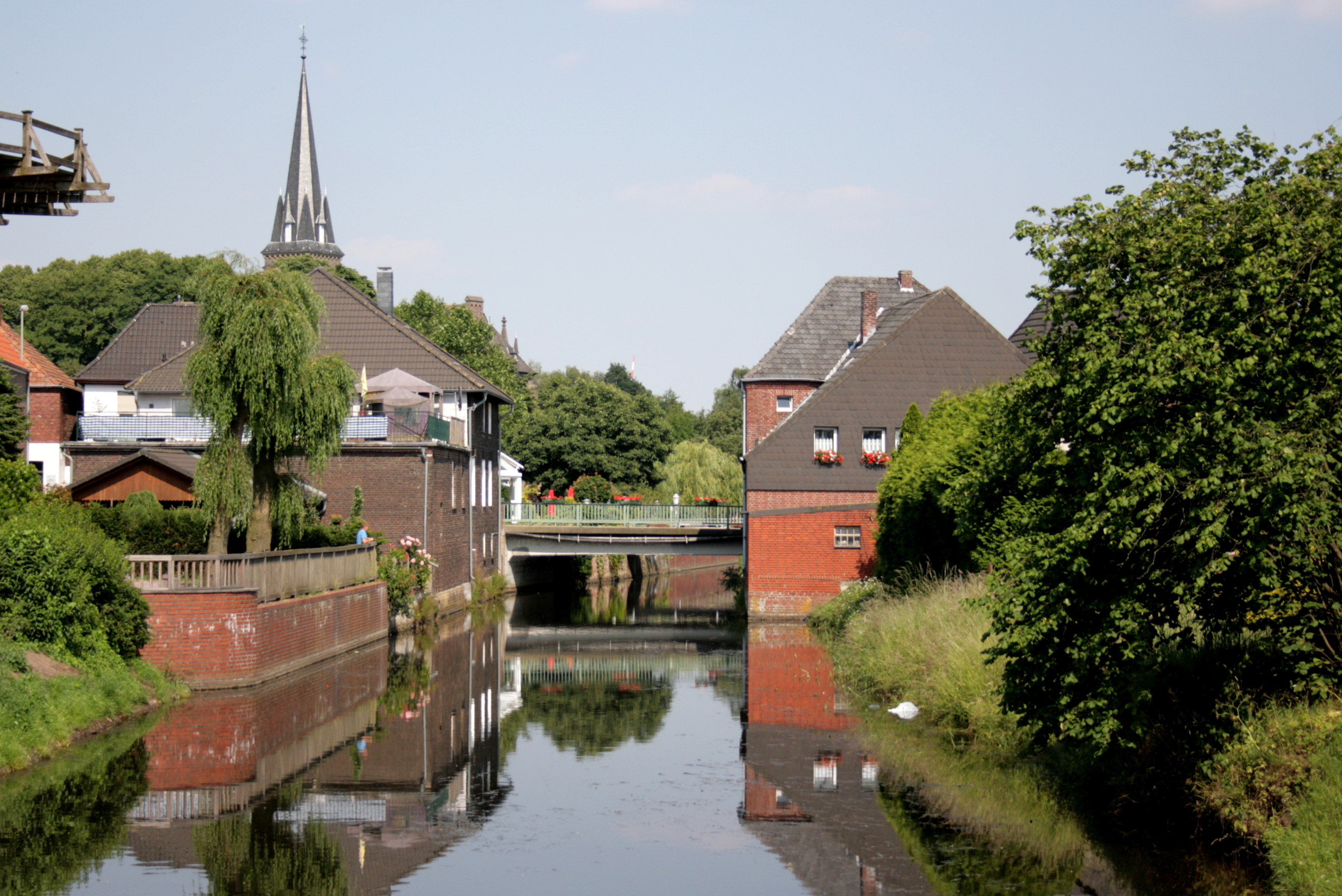
舊艾瑟爾河位於德國伊瑟尔堡鎮的一段

舊艾瑟爾河（德語：Issel）是西歐的河流，流經德國和荷蘭，河道全長81.7公里，流域面積1,208平方公里，平均流量每秒9.44立方米，最終注入艾瑟爾河。

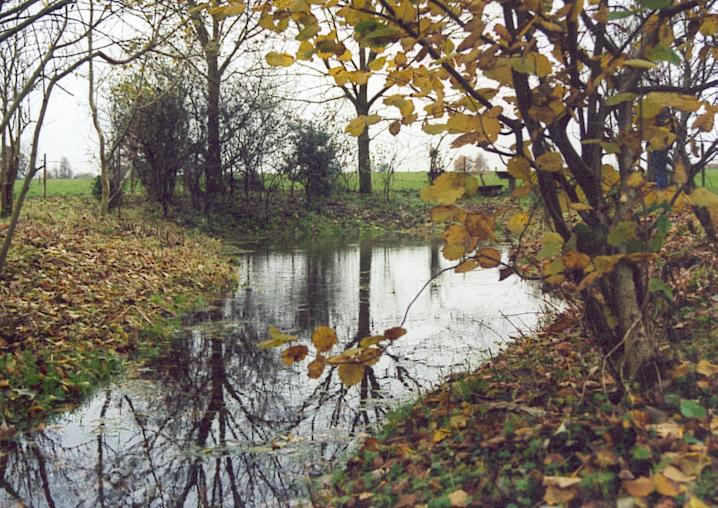
德國拉斯費爾德鎮段
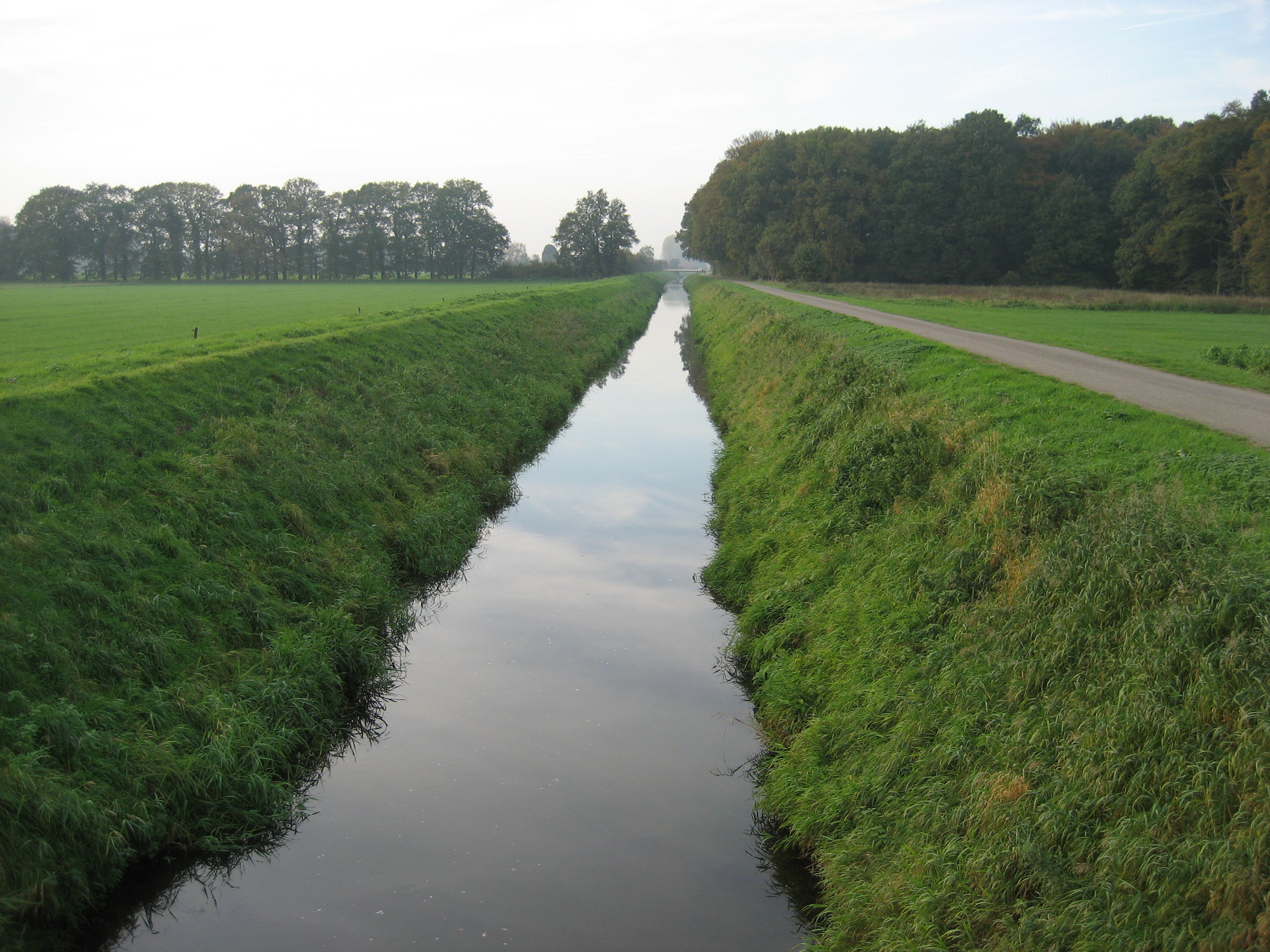
德國韦瑟尔市段
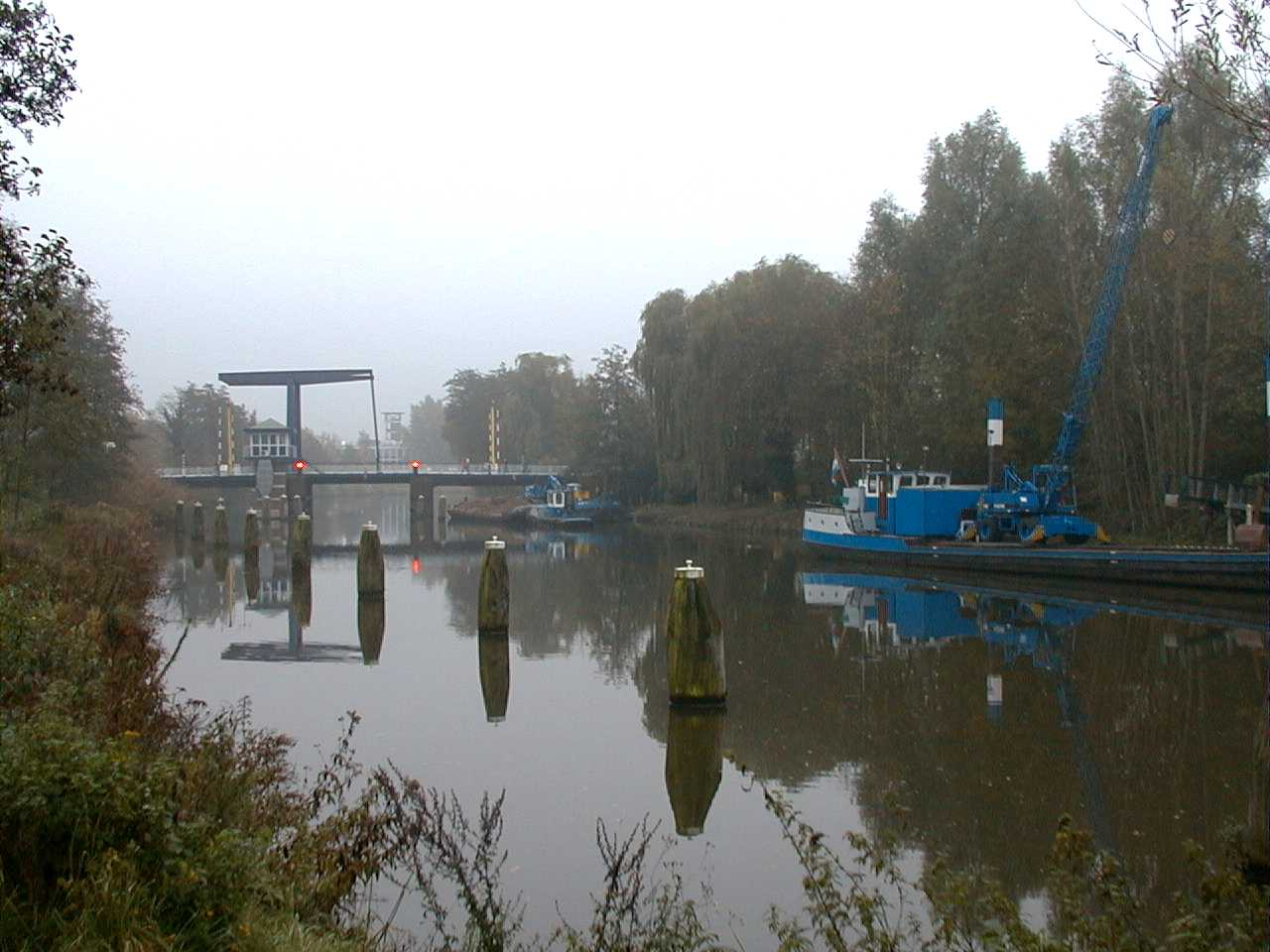
德國杜廷赫姆市段
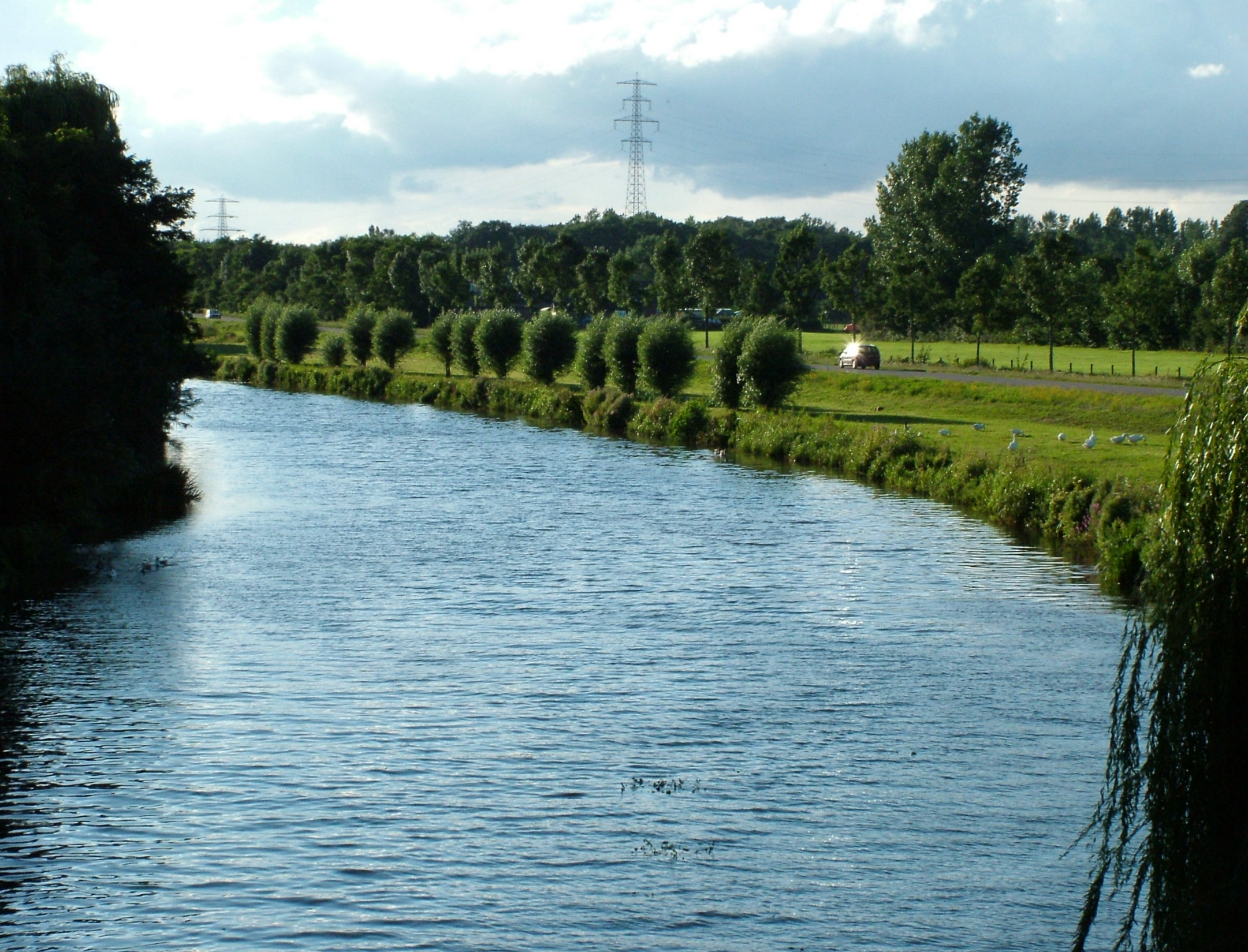
荷蘭海爾德蘭省段
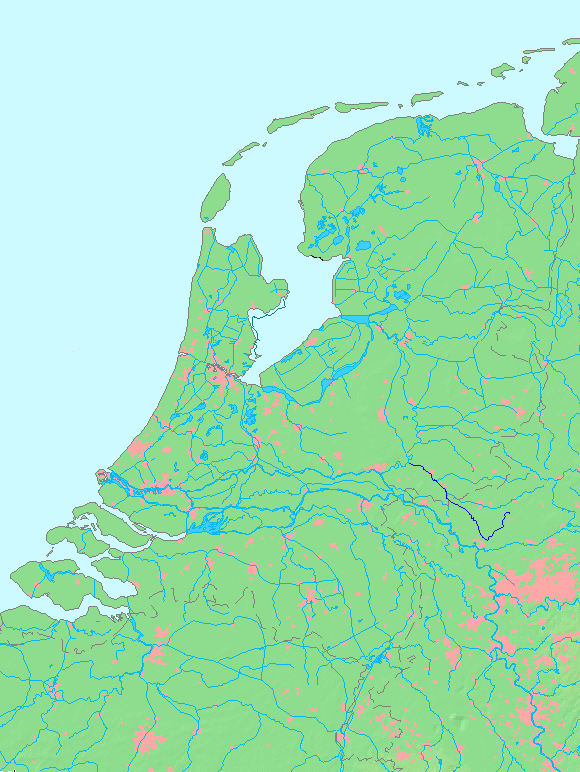
舊艾瑟爾河位置（深藍線）